# خوسيه مانويل روجاس
خوسيه مانويل روجاس (بالإسبانية: Jose Manuel Rojas)‏ (8 يونيو 1952 بسان خوسيه في كوستاريكا - ) هو مدرب كرة قدم ولاعب كرة قدم كوستاريكي في مركز الوسط. شارك مع منتخب كوستاريكا لكرة القدم. أما مع النوادي، فقد لعب مع ديبورتيفو سابريسا وC.D. Barrio México ‏ وديبورتيفو غاليسيا والرابطة الرياضية في ليمون.